# Ковалёв, Александр Александрович (лингвист)
Алекса́ндр Алекса́ндрович Ковалёв (27 ноября 1923, Голявино, Муромский уезд, Владимирская губерния — 17 декабря 2000, Москва) — советский и российский арабист. Кандидат филологических наук, профессор.

## Биография
Родился в семье рабочего. В 1945 году окончил Военный институт иностранных языков (ВИИЯ). Кандидат филологических наук (1951), доцент (1954), профессор (1967). Преподаватель ВИИЯ (1945—1947, 1950—1957, 1984—2000). Ректор Института восточных языков (ИВЯ) при МГУ им. М. В. Ломоносова в 1957—1972 годах и директор Института стран Азии и Африки (ИСАА) в 1972—1975 годах, а также заведующий кафедрой арабской филологии ИВЯ и ИСАА в 1957—1982 годах.
В середине 1970-х годов был снят с должности ректора Института за слабую воспитательную работу: именно в этот период целая группа студентов, отправившихся на стажировку за рубеж (в том числе в Японию), предпочла не возвращаться на Родину.
Награждён орденами и медалями СССР.

## Труды
Автор около 100 работ по арабскому языку, в т.ч. учебных пособий.
- Шарбатов Г. Хрестоматия по египетскому диалекту. Ред. А. Ковалёв. — М., 1954.
- Габучан Г. М., Ковалёв А. А. О проблеме слова в арабском языкознании [Текст] // Арабская филология. Сборник статей. — М.: Изд-во Моск. ун-та, 1968. — С.40—51.
- Ковалёв А. А., Шарбатов Г. Ш. Учебник арабского языка. — М.: Восточная литература, 2008.